# Steven Lee
Pour les articles homonymes, voir Lee.
Ne doit pas être confondu avec Steve Lee.
Steven Lee, né le 7 août 1962 à Falls Creek, est un ancien skieur alpin australien.

## Coupe du monde
- Meilleur résultat au classement général : 42e en 1985
  - 1 victoire : 1 super-G

### Saison par saison
- Coupe du monde 1983 :
  - Classement général : 48e
- Coupe du monde 1984 :
  - Classement général : 48e
- Coupe du monde 1985 :
  - Classement général : 42e
    - 1 victoire en super-G : Furano
- Coupe du monde 1986 :
  - Classement général : 88e
- Coupe du monde 1988 :
  - Classement général : 66e

## Arlberg-Kandahar
- Meilleur résultat : 8e place dans le combiné 1983 à Sankt Anton